# Totensee
Totensee är en sjö i Schweiz.   Den ligger i distriktet Goms och kantonen Valais, i den centrala delen av landet, 80 km sydost om huvudstaden Bern. Totensee ligger 2 136 meter över havet. Arean är 0,18 kvadratkilometer. Den ligger vid sjön Grimselsee. Den sträcker sig 0,5 kilometer i nord-sydlig riktning, och 0,6 kilometer i öst-västlig riktning.
Trakten runt Totensee består i huvudsak av gräsmarker. Runt Totensee är det mycket glesbefolkat, med 2 invånare per kvadratkilometer.